# École de cyclisme
En France, l'école de cyclisme permet aux jeunes de 4 à 14 ans d'apprendre le sport cycliste de différentes manières. Chaque année une série d'inter-écoles organisées dans chaque département mettent en compétition les différentes écoles et leurs coureurs autour de 3 épreuves : les jeux d'adresse, la vitesse et une course (sur route ou un cyclo-cross). Chaque semaine, les éducateurs entraînent les enfants pour la prochaine compétition qui se déroule le week-end.
Ces écoles font partie des clubs affiliés à la fédération française de cyclisme.

## Les épreuves
- Les jeux d'adresse consistent en un parcours chronométré constitué de jeux. Ce parcours peut comprendre des slaloms entre des quilles, un passage sous une barre, la prise à terre et la repose d'un bidon, etc. Il faut réaliser le parcours le plus rapidement possible tout en faisant un minimum de fautes, en effet, chaque faute est pénalisée de 5 secondes (30 secondes max. par jeu) et un refus d'un jeu de 30 secondes.
- La vitesse ou le sprint se dispute généralement sur 60 mètres. 2 jeunes coureurs partent en même temps et sont chacun chronométrés par un éducateur différent. Parfois, lors d'un chronométrage électronique les coureurs partent l'un après l'autre.
- Enfin, se déroule la course qui peut être soit un cyclo-cross soit une régularité (course sur route).

Le classement se fait par points. À chaque épreuve, chaque coureur marque le nombre de points correspondant à sa place dans l'épreuve (le 1er, 1 point, le second 2 points et ainsi de suite). Les points sont ensuite additionnés sur les trois épreuves. Il faut donc avoir le moins de points au total. Les 3 premiers de chaque catégorie montent à la fin de la journée sur le podium pour la remise des prix, Enfin, chaque coureur est souvent aussi récompensé à la fin par une médaille, un gouter, des accessoires de vélo, etc.
Le classement par école se fait lui en cumulant les points de chaque coureur le mieux classé de l'école pour chacune des catégories. Là encore, l'école qui possède le moins de points est classée première.
La compétition est un moment de détente et de convivialité pour les jeunes et leurs parents, les enfants prennent plaisir à s'affronter et à se retrouver à la fin des épreuves.

## Les catégories
- U7 : de 4 à 6 ans dans l'année.
- U9 : de 7 à 8 ans dans l'année.
- U11 : de 9 à 10 ans dans l'année.
- U13 : de 11 à 12 ans dans l'année.
- U15 : de 13 à 14 ans dans l'année. Les minimes ont également la possibilité de participer à des courses sur route de 25 à 40 kilomètres.

Chaque catégorie est divisée en 2 années, par exemple : Poussin 1 pour les enfants de 7 ans et Poussin 2 pour ceux qui ont 8 ans.

## Championnats
Chaque année, la Fédération organise les championnats de France des écoles de cyclisme. À l'occasion des championnats régionaux, chaque comité sélectionne 2 coureurs par catégorie afin de constituer une sélection régionale.
Lieux des championnats de France des écoles de cyclisme :
- 1988 : Megeve (Haute-Savoie) 

- 1989 : Montoire sur le Loir (Loir-et-Cher)

- 1990 : Conflans Sté Honorine (Yvelines)

- 1991 : Gravelines (Nord)

- 1992 : Castelsarrasin (Tarn-et-Garonne)

- 1993 : Salon de Provence (Bouches-du-Rhône)

- 1994 : Saint Sébastien sur Loire (Loire-Atlantique)

- 1995 : Bras-Panon de la Reunion (97412)

- 1996 : Albert (Somme)

- ...

- 2006 : Moreuil (Somme)

- 2007 : Andrézieux en Bouthéon (Loire)

- 2008 : Morzine (Haute-Savoie)

- 2009 : Montbéliard (Doubs)

- 2010 : Albi (Tarn)

- 2011 : Miramas (Bouches-du-Rhône)

- 2012 : Plougastel Daoulas (Finistère)

- 2013 : Samoëns (Haute-Savoie)

- 2014 : Montoire sur le Loir (Loir-et-Cher)

- 2015 : St-Étienne-Les-Remiremont (Vosges)

- 2016 : Rochefort (Charente-Maritime)

- 2017 : Narbonne (Aude)
-2018 : Montauban
-2019 : Saint Nazaire
-2020 :
-2021 :
-2022 : Grand-Champ (Morbihan/Bretagne)
-2023 : Saint Omer
-2024 : Montbéliard 
-2025 :